# Słoboda (sielsowiet Hołubicze)
Słoboda (biał. Слабада; ros. Слобода) – wieś na Białorusi, w obwodzie witebskim, w rejonie głębockim, w sielsowiecie Hołubicze.
Dawniej Słoboda Królewska.

## Historia
W czasach zaborów w granicach Imperium Rosyjskiego.
W dwudziestoleciu międzywojennym wieś leżała w Polsce, w województwie wileńskim, w powiecie dziśnieńskim, do 11 kwietnia 1929 w gminie Plissa, następnie w gminie Hołubicze.
Według Powszechnego Spisu Ludności z 1921 roku zamieszkiwało tu 146 osób, 87 było wyznania rzymskokatolickiego, 59 prawosławnego. Jednocześnie 27 mieszkańców zadeklarowało polską przynależność narodową, 119 białoruską. Było tu 27 budynków mieszkalnych. W 1931 w 31 domach zamieszkiwało 158 osób.
Miejscowość należała do parafii rzymskokatolickiej w m. Zaszcześle i prawosławnej w Hołubiczach. Podlegała pod Sąd Grodzki w Głębokiem i Okręgowy w Wilnie; właściwy urząd pocztowy mieścił się w Hołubiczach.